# Jane Thynne
Jane Thynne (* 5. April 1961 in Venezuela) ist eine britische Journalistin und Schriftstellerin. 

## Leben
Thynne absolvierte ihre Schulzeit an der Lady Eleanor Holles School in Hampton (London) und studierte am St Anne’s College (University of Oxford). Ihr Studium erfolgreich mit B.A. abgeschlossen, bekam sie im Anschluss daran eine Anstellung bei der BBC. Später schrieb sie für The Sunday Times, The Daily Telegraph, The Independent u. a. Zwischen Herbst 2008 und Winter 2011 saß Thynne in der Diskussionsrunde von „The Write Stuff“, einer literarischen Sendung von BBC Radio 4. Neben ihren journalistischen Arbeiten entstanden mit den Jahren vom Publikum wie auch von der Literaturkritik vielgelobte historische Romane. Ihr Debüt erlebte sie 1997 mit dem Roman Patrimony. 
Thynne war bis zu dessen Tod im März 2018 mit dem Schriftsteller Philip Kerr verheiratet und bekam mit ihm drei Kinder.

## Werke (Auswahl)
- Patrimony. A novel. Fourth Estate Books, London 1997, ISBN 1-85702-656-X. 
  - Das fahle Feuer der Rosen. Ullstein, Berlin 1998, ISBN 3-548-31210-1.
- The Shell House. A novel. Fourth Estate Books, London 1998, ISBN 1-85702-856-2. 
  - Das Muschelhaus. List, München 2000, ISBN 3-612-65022-X.
- The Weighing of the Heart. Byline Books, London 2010, ISBN 978-1-9075-6000-2. 
  - Wie schwer wiegt die Liebe. Goldmann, München 2011, ISBN 978-3-442-46972-7 (früherer Titel: Das Wiegen des Herzens).
- Black Roses. Simon & Schuster, London 2013, ISBN 978-1-84983-983-9.

| Personendaten    | Personendaten                               |
| ---------------- | ------------------------------------------- |
| NAME             | Thynne, Jane                                |
| KURZBESCHREIBUNG | britische Journalistin und Schriftstellerin |
| GEBURTSDATUM     | 5. April 1961                               |
| GEBURTSORT       | Venezuela                                   |